# Carlos Merino Vázquez
Carlos Merino Vázquez (Madrid, 1942 - 19 de maig de 2006) va ser un advocat i polític espanyol.
Treballà com a professor de dret a la Universitat Complutense de Madrid. Vinculat a la UCD durant la transició espanyola, fou nomenat governador civil d'Alacant en juliol de 1979, però en juliol de 1980 deixà el càrrec quan fou nomenat director general d'Ordenació del Comerç i de l'Institut de Reforma de les Estructures Comercials (Iresco). Deixà el càrrec en desembre de 1981, quan fou nomenat Subsecretari de Transports i Comunicacions en l'últim govern de Leopoldo Calvo Sotelo.
En 1992 fou nomenat director general d'Ecotel, empresa filial de Telefónica dedicada a mesurar les audiències de televisió. En 2003 fou nomenat subdelegat del govern a la Comunitat de Madrid.